# Пенелопіада
«Пенелопіада» (англ. The Penelopiad) — повість Маргарет Етвуд. Новела була опублікована у 2005 році, як частина першої збірки книг в серії «Canongate Myth», де сучасні автори переписують давні міфи.
Театральна версія була створена спільно Канадським національним центром мистецтв та Британською королівською шекспірівською компанією. П'єса була показана в театрі «Лебідь» у Стратфорді-на-Ейвоні та Національному центрі мистецтв в Оттаві влітку і восени 2007 року у виконанні жіночого акторського складу на чолі з режисером Жозетт Бушелл-Мінґо. У січні 2012 року виставу було показано в Торонто в театрі «Найтвуд», де її очолила режисерка Келлі Торнтон, а головну роль Пенелопи зіграла Меган Фолловс. Торнтон повторила постановку у січні та лютому 2013 року.

## Сюжет
У «Пенелопіаді» Пенелопа згадує події під час Одіссеї, своє життя в царстві мертвих, Одіссея, Єлену Троянську та свої стосунки з батьками. Хор із дванадцяти дів, яких Одіссей вважав зрадницями і яких Телемах повісив, переривають розповідь Пенелопи та діляться своїм поглядом на події.